# Doctor Thorne
Doctor Thorne är en brittisk dramaserie från 2016. Serien hade premiär på ITV den 6 mars 2016. Manuset, skrivet av Julian Fellowes, är baserat på Anthony Trollopes roman Doctor Thorne från 1858.

## Rollista i urval
- Tom Hollander - Doktor Thorne
- Stefanie Martini - Mary Thorne
- Harry Richardson - Frank Gresham
- Rebecca Front - Lady Arabella Gresham
- Richard McCabe - Frank Gresham Snr.
- Ian McShane - Sir Roger Scatcherd
- Alison Brie - Miss Dunstable
- Janine Duvitski - Lady Scatcherd
- Edward Franklin - Louis Scatcherd
- Danny Kirrane - Mr. Moffatt
- Nell Barlow - Beatrice Gresham
- Gwyneth Keyworth - Augusta Gresham
- Phoebe Nicholls - Grevinnan de Courcy
- Tim McMullan - Earl de Courcy
- Kate O'Flynn - Lady Alexandrina de Courcy
- Tom Bell - Lord Porlock
- Nicholas Rowe - Mortimer Gazebee
- Alex Price -  Pastor Caleb Oriel
- Cressida Bonas - Patience Oriel
- Ben Moor - Cossett
- Jane Guernier - Janet Thacker
- Sean Cernow - Jonah
- David Sterne - Mr. Romer
- Ed Cartwright - Footman
- Michael Grady-Hall - Scatcherds Footman
- Mark Carter - Moffatts Heckler